# Канада-Крік-Ранч (Мічиган)
Канада-Крік-Ранч (англ. Canada Creek Ranch) — переписна місцевість (CDP) в США, в окрузі Монтморенсі штату Мічиган. Населення — 258 осіб (2020).

## Географія
Канада-Крік-Ранч розташована за координатами 45°10′37″ пн. ш. 84°12′32″ зх. д. / 45.17694° пн. ш. 84.20889° зх. д. (45.176946, -84.209021).  За даними Бюро перепису населення США в 2010 році переписна місцевість мала площу 9,62 км², з яких 8,95 км² — суходіл та 0,66 км² — водойми.

## Демографія
Згідно з переписом 2010 року, у переписній місцевості мешкали 304 особи в 156 домогосподарствах у складі 112 родин. Густота населення становила 32 особи/км².  Було 575 помешкань (60/км²).
Расовий склад населення:
| - 97,4 % — білих - 0,7 % — корінних американців - 0,3 % — азіатів |

До двох чи більше рас належало 1,6 %. Частка іспаномовних становила 0,3 % від усіх жителів.
За віковим діапазоном населення розподілялося таким чином: 8,6 % — особи молодші 18 років, 42,7 % — особи у віці 18—64 років, 48,7 % — особи у віці 65 років та старші. Медіана віку мешканця становила 64,4 року. На 100 осіб жіночої статі у переписній місцевості припадало 100,0 чоловіків;  на 100 жінок у віці від 18 років та старших — 97,2 чоловіків також старших 18 років.
Середній дохід на одне домашнє господарство  становив 58 642 долари США (медіана — 52 344), а середній дохід на одну сім'ю — 60 212 долари (медіана — 53 750). 
Цивільне працевлаштоване населення становило 54 особи. Основні галузі зайнятості: освіта, охорона здоров'я та соціальна допомога — 27,8 %, виробництво — 22,2 %, транспорт — 16,7 %.